# 氷の火山

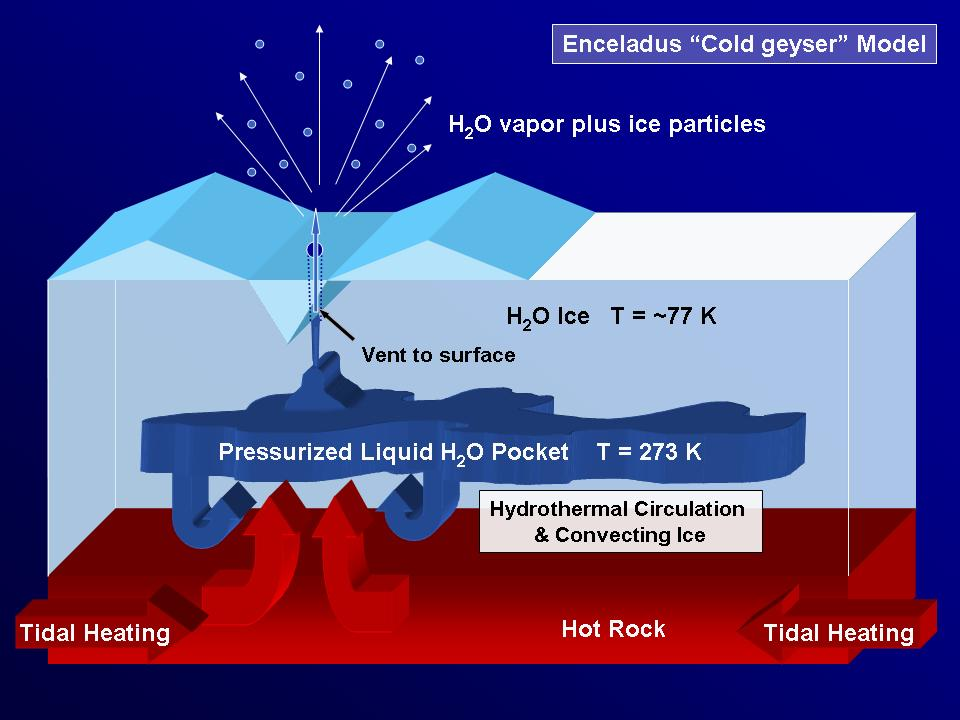
エンケラドゥスの氷の火山のモデル

氷の火山（こおりのかざん）、或いは氷火山（こおりかざん、英: cryovolcano または ice volcano）は、低い温度で氷のマグマのようなもの（英: cryomagma または ice-volcanic melt）を噴出する場所である。地球で見られるものではなく、地球よりも太陽から遠い、表面温度の低い天体で観測されるものである。氷の火山のメカニズムには不明な点が存在する。

## 概要
氷の火山は、溶岩ではなく、水やアンモニアやメタンのような揮発性の物質を火山のように噴出している
。
ここでは、主に液体と固体の物質で成り立った気体を含む「氷の溶岩」を、非常に低い温度帯で噴出している。なお、噴出後の「氷の溶岩」は、噴出前と比べて固体成分が多くなる。氷の火山が実際に観察されたのは、その表面が主に氷でできていると考えられている衛星においてである。それは、1989年にNASAの無人探査機ボイジャー2号が、海王星の衛星の1つであるトリトンに接近した際に撮影された
。
この氷の火山が「噴火」するための、つまり氷が融解するためのエネルギー源としては、海王星がトリトンに及ぼす潮汐力であろうと考えられている。これによってトリトンは変形し、これによる摩擦で氷が融解しているという考え方である。
このトリトンで見られたような氷の火山の「噴火」のエネルギー源は、通常、近傍の天体が及ぼす潮汐力に由来するものと考えられている。しかしながら、氷でできている天体は、その表面が半透明である可能性がある。その場合、地球のような岩石惑星では大気中で起こる温室効果のような作用が、表層近くの氷の中で起こって、それによって氷が融解するために十分な熱が蓄積し、これがエネルギー源となっている可能性も示唆されている。したがって、これは未確認だが、エッジワース・カイパーベルトに属するような太陽系外縁天体においても、その表面が主に氷でできた天体であれば、このような氷の火山が見つかる可能性がある。
なお、太古にはエッジワース・カイパーベルトに属する天体において、多くの氷の火山が存在しただろうという仮説も存在する。太古の太陽系は、現在の太陽系よりも天然に存在する放射性同位体の量が多かったと見積もられている。放射性崩壊が起こると、熱が発生する。太古の太陽系のように放射性崩壊を起こす原子の数が多ければ、氷が融解するためのエネルギー源となり得ただろうから、それによって氷の火山が「噴火」していただろうという仮説である。例えば、水とアンモニアの混合物の固体（氷）は、-95°Cで融解するから、そのような氷の存在する天体ならば「噴火」し得ただろうという仮説。

## 氷の火山の観測例

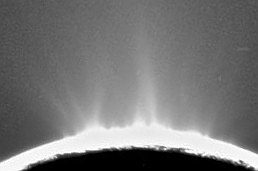
エンケラドゥスの cryovolcanism 。

氷の火山の存在を人類が初めて知ったのは、1989年にボイジャー2号が海王星の衛星の1つ、トリトンの近傍を通過した時である
。
その後、2005年11月27日に、無人土星探査機カッシーニによって、土星の衛星の1つであるエンケラドゥスの南極付近において、間欠泉のように噴出を繰り返す氷の火山が撮影された。さらに、これは直接撮影されたわけではなく、あくまで間接的な証拠があるに過ぎないが、太陽系に属する他のその表面が主に氷でできていると考えられている衛星（例えば、木星の衛星のエウロパやガニメデ、土星の衛星のタイタン、天王星の衛星のミランダ）においても、氷の火山が活動しただろうと考えられている。なお、土星の衛星の1つタイタンは、大気を持つ衛星として知られているが、この大気にはメタンが含まれていることも知られている。タイタンに存在すると見られている氷の火山は、その大気にメタンを供給しているのではないかという仮説も存在する。
2007年、ジェミニ天文台において、冥王星の衛星のカロンの表面に、水の氷とアンモニアのハイドレート（アンモニアが閉じ込められた氷のようなもの）からなる斑点が確認された。
このことだけではカロンに氷の火山が存在する証拠にはならないが、カロンにも氷の火山や氷の間欠泉のようなものが存在する可能性がある
。